# Patricia Marx
Pour les articles homonymes, voir Marx.
 (novembre 2019).
Patricia Marx, nom artistique de Patricia Marquez de Azevedo, née le 28 juin 1974 à São Paulo, est une chanteuse brésilienne.

## Discographie
- 1987 - Patrícia ‘Paty’
- 1988 - Patrícia
- 1991 - Incertezas
- 1992 - Neoclássico
- 1994 - Ficar com você
- 1995 - Quero Mais
- 1997 - Charme do mundo
- 2002 - Respirar
- 2005 - Patrícia Marx
- 2010 - Patrícia Marx e Bruno E.
- 2013 - Trinta